# Hrabstwo Robertson (Tennessee)
Hrabstwo Robertson (ang. Robertson County) – hrabstwo w stanie Tennessee w Stanach Zjednoczonych. Obszar całkowity hrabstwa obejmuje powierzchnię 476,67 mil² (1234,57 km²). Według szacunków United States Census Bureau w roku 2009 miało 66 581 mieszkańców.
Hrabstwo powstało w 1796 roku.

## Miasta
- Adams
- Cedar Hill
- Cross Plains
- Coopertown
- Greenbrier
- Orlinda
- Ridgetop
- Springfield
- White House[4]

| Populacja hrabstwa w poprzednich latach | Populacja hrabstwa w poprzednich latach |
| Rok                                     | Liczba ludności                         |
| --------------------------------------- | --------------------------------------- |
| 1980                                    | 36 128                                  |
| 1990                                    | 41 494                                  |
| 2000                                    | 54 433                                  |
| 2005                                    | 60 379                                  |